# Eddy Col
Eddy Col är ett bergspass i Antarktis. Det ligger i Västantarktis. Argentina, Chile och Storbritannien gör anspråk på området. Eddy Col ligger 464 meter över havet.
Terrängen runt Eddy Col är kuperad. Trakten är glest befolkad. Närmaste befolkade plats är Esperanza Base, 6,2 kilometer nordost om Eddy Col.